# Pilodeudorix jacksoni
Pilodeudorix jacksoni is een vlinder uit de familie van de Lycaenidae. De wetenschappelijke naam van de soort is voor het eerst gepubliceerd in 1935 door George Talbot.

## Verspreiding
De soort komt voor in  Congo-Kinshasa, Oeganda, West-Kenia, Tanzania, Zambia en Mozambique.

## Waardplanten
De rups leeft op Albizia gummifera (Fabaceae), Erianthemum dregei en Phragmanthera usuiensis (Loranthaceae).